# Сон официанта кафе
«Сон официанта кафе» (Сны официанта, фр. Le songe d'un garçon de café) — немой короткометражный мультфильм Эмиля Коля.
Премьера состоялась в Оптикальной компании Кляйна, а позже, 21 июля 1910 года в США.

## Сюжет
Официант, как обычно, обслуживает посетителей кафе. Он слегка приустал, и потому просит стаканчик вина у барменши. Выпив вино, он зевает и засыпает. Вначале ему видится, что двое сильфид играют ему похоронный марш на скрипках. Он буквально вылетает из стула, и ему начинает видеться бред: сначала его придавливает огромная рука, затем из внезапно появившейся бочки вылезает чёрт, а потом — разномастная посуда, например, пивные кружки, бутылки и кувшины. Он садится и видит в белом круге на чёрном круге различные галлюцинации: маяк, лицо чёрта, виноград, бутылку с вином, веточку хмеля, девушку, некоего мужчину с трубкой, летучую мышь, привидение, слова «ВИНО», «ПИВО», «ПЬЯНСТВО», «АБСЕНТ» (популярный алкогольный напиток тех лет) на французском, английском, итальянском и немецком языках. В бреду он видит одного мужчину, сгорающего заживо, а у другого лопается голова. После этого официант вытягивается, как шланг, да так, что бьёт своей ногой по мягкому месту. Официант стягивается до нормальной длины и опять садится в кресло. Появляются нимфы, которые поливают его вином из амфор…
На деле, когда он приходит в себя, его обливают из бутылок.

## Художественные особенности
- Длина плёнки — 112 метров
- Формат — 35 мм